# Cicuco
Cicuco è un comune della Colombia facente parte del dipartimento di Bolívar.
Il centro abitato venne istituito il 20 dicembre 1994.